# The Macallan

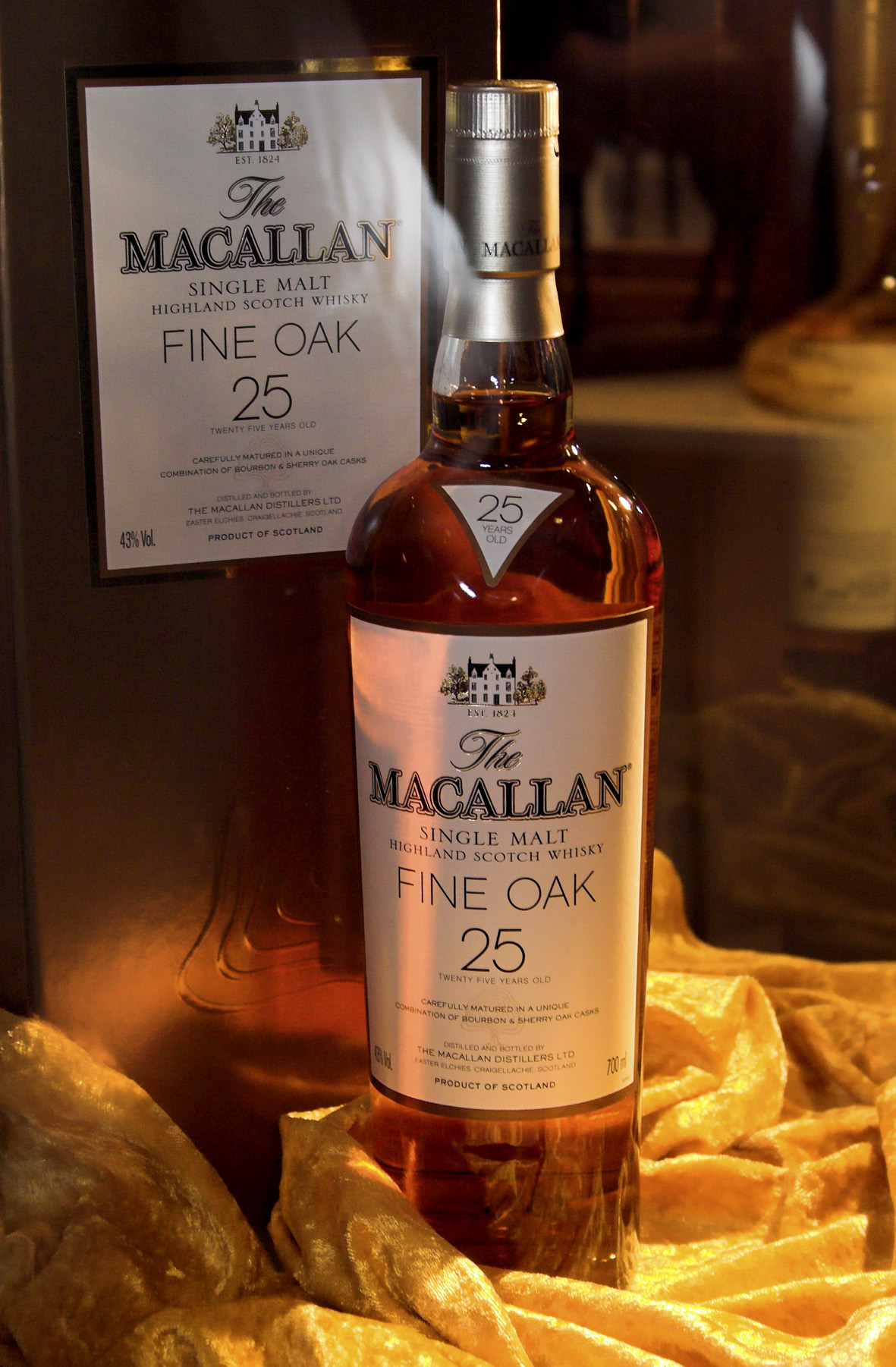
Fles "25 years old" uit de "Fine Oak" series

The Macallan is een single malt whisky, geproduceerd in de regio Highlands (Speyside) nabij Dufftown. Deze whisky rijpt op houten sherryvaten uit Spanje. In 2004 bracht de distilleerderij ook een Fine Oak serie uit, waarbij de whisky ook op bourbonvaten rijpt.
De whisky van Macallan wordt ook gebruikt voor de blend The Famous Grouse.

## Whisky's
Sherry Oak series:
- The Macallan 12 years old
- The Macallan 18 years old
- The Macallan 25 years old
- The Macallan 30 years old

Fine Oak series:
- The Macallan 10 years old
- The Macallan 12 years old
- The Macallan 15 years old
- The Macallan 17 years old
- The Macallan 18 years old
- The Macallan 21 years old
- The Macallan 25 years old
- The Macallan 30 years old

Speciale uitgaven:
- The Macallan Cask Strength
- The Macallan Elegancia

The Macallan whisky's behoren tot het duurdere segment. De duurste exemplaren zijn ook een gewild verzamelobject, niet in de laatste plaats vanwege het feit dat de waarde van deze collector's items de laatste jaren exorbitant zijn gestegen.